# جنس البقري
جنس البَقَّرَيّ أو المِجلاح أو الديكوتيل هو جنس من الثدييات في فصيلة البقَّريّات. ومن أنواعه بقري مطوق.